# Kong Ča-jong
Kong Ča-jong (* 30. července 1985) je bývalá korejská zápasnice-judistka.

## Sportovní kariéra
V jihokorejské seniorské reprezentaci se pohybovala od roku 2005 v polostřední váze do 63 kg. Připravovala se na univerzitě v Jonginu. V roce 2008 se kvalifikovala na olympijské hry v Pekingu. Její cestu pavoukem zastavila ve čtvrtfinále Japonka Ajumi Tanimotová, na kterou nestačila v boji na zemi. V opravách potom v posledních sekundách pustila zápas Venezuelance Isis Barretové, která jí dostala do submise páčením. Po olympijských hrách se v užším výběru reprezentace udržela do roku 2011, kdy jí na pozici reprezentační jedničky nahradila Čong Ta-un.

## Výsledky
| Turnaj            | 2006             | 2007             | 2008             | 2009             | 2010             | 2011             |
| Turnaj            | 21               | 22               | 23               | 24               | 25               | 26               |
| Turnaj            | polostřední váha | polostřední váha | polostřední váha | polostřední váha | polostřední váha | polostřední váha |
| ----------------- | ---------------- | ---------------- | ---------------- | ---------------- | ---------------- | ---------------- |
| Olympijské hry    |                  |                  | úč.              |                  |                  |                  |
| Mistrovství světa |                  | 7.               |                  | 7.               | úč.              | úč.              |
| Asijské hry       | 2.               |                  |                  |                  | 3.               |                  |
| Mistrovství Asie  |                  | 5.               | 2.               | 5.               |                  | —                |